# Randy Suess
Randy John Suess (Skokie, 27 de gener de 1945 – Chicago, 10 de desembre de 2019) va ser el desenvolupador del primer Computer Bulletin Board System (CBBS) públic, més conegut com a BBS, el qual va ser adoptat ràpidament per altres entusiastes dels ordinadors personals, primer als Estats Units i després arreu del món.
Els bulletin boards, havien de fer servir una connexió a través de la línia telefònica amb totes les limitacions que això implicava. Aquest tipus de comunicació en els primers anys permetia als usuaris publicar missatges, notícies, comunicar-se i conèixer a altres usuaris amb els mateixos interessos. És clar que pel tipus de tecnologia no van ser com els Grups després de l'arribada d'Internet i els primers navegadors i posteriorment les xarxes socials, però es pot dir que van ser una forma d'aquests dos últims encara que molt bàsica. Amb el temps van anar evolucionant i van permetre altres tipus de passatemps com xats en viu i fins a jocs.
Suess, juntament amb Ward Christensen, a qui va conèixer quan ambdós eren membres del Chicago Area Computer Hobbyists' Exchange, o CACHE, va començar el desenvolupament durant una tempesta a Chicago, Illinois, i oficialment va establir CBBS quatre setmanes més tard, el 16 de febrer de 1978.

## Biografia
Suess va néixer a Skokie, Illinois, fille de Miland, agent policial, i Ruth (nascuda Duppenthaler), infermera. Va servir a l'Armada, i després, va anar a la Universitat d'Illinois. Suess va treballar a IBM i Zenith.
Suess va ensamblar el maquinari que va donar suport a CBBS, mentre Christensen va construir el programari, el qual era automàticament carregat quan algú el seleccionava. Suess també va acollir CBBS, perquè els costos de comunicacions a casa seva a la zona de Wrigleyville a Chicago no eren cars.
Quan van retirar el sistema els anys 1980, la seva línia de telèfon havia rebut més de mig milió de trucades. Una versió de CBBS encara funciona quaranta anys més tard.
Era un membre actiu del Club de FM del Chicago, on va ajudar amb el manteniment del seu extens sistema radiofònic. Els anys 1970, Suess era també un operador radiofònic aficionat, utilitzant el codi indicatiu WB9GPM.
Suess es va casar dues vegades, amb Agnes Kluck i Dawn Hendricks, tots dos matrimonis van acabar en divorci. Va tenir dues filles, Karrie i Christine. Suess va morir el 10 de desembre de 2019 a Chicago, Illinois.